# Ло
Вижте пояснителната страница за други значения на Ло.
Ло и Лох (на езика Бислама Lo и Loh) е остров включен в състава на Република Вануату. Намира се между островите Линуа и Тога в архипелага Нови Хебриди Тихи океан, с координати 13°21′00″ ю. ш. 166°38′00″ и. д. / 13.35° ю. ш. 166.633333° и. д.. Съгласно административното деление на страната островът е под юрисдикцията на провинция Торба.
Поради близостта на островите Линуа и Ло, между тях се е образувала живописна лагуна. При отлив дълбочината е незначителна. Местните жители все още използват канута с които взимат разстоянието между островите.
Малкото село Лунгхарики служи за административен център на островите Торес. Неговите функции като такъв са крайно ограничени и се свеждат до
осигурен обществен телефон и медицинска клиника. Няма банки или полицейски участък. Малкото складове за продукти се снабдяват няколко пъти годишно.
Населението на селото наброява около 120 души.
В основното меню на местното население се включват птицата мегапод (megapode) и сочният кокосов рак Birgus Latro.
Туристите на острова могат да отседнат в бунгалото на Джоузеф, намиращо се в близост до плажа на Лунгхарики.